# برایان گیله
برایان گیله (انگلیسی: Braian Guille؛ زادهٔ ۳۱ ژوئیهٔ ۱۹۹۷) بازیکن فوتبال اهل آرژانتین است.
از باشگاه‌هایی که در آن بازی کرده‌است می‌توان به باشگاه فوتبال راسینگ کلوب آویاندا اشاره کرد.